# Liste der Landschaftlich Schönen Orte in der Präfektur Okinawa

Lage der Präfektur Okinawa

Diese Liste der Landschaftlich Schönen Orte in der Präfektur Okinawa umfasst Landschaftlich Schöne Orte der japanischen Präfektur Okinawa. Diese können auf nationaler Ebene durch den Minister für Bildung, Kultur, Sport, Wissenschaft und Technologie oder den Leiter des Amtes für kulturelle Angelegenheiten ausgewiesen werden, sowie auf Präfektur- oder Gemeindeebene. Neben den ausgewiesenen gibt es noch registrierte Landschaftlich Schöne Orte, die begrenztere Unterstützung und Schutz erhalten. Der Schutz und Erhalt der Stätten ist nach dem 1950 in Kraft getretenen Kulturgutschutzgesetz geregelt, welches das „Gesetz zum Erhalt historischer und landschaftlich schöner Stätten und Naturdenkmäler“ (史蹟名勝天然紀念物保存法 Shiseki meishō tennenkinenbutsu hozonhō) von 1919 ablöste.

## Auszeichnungskriterien
Mögliche Auszeichnungskriterien für Landschaftlich Schöne Orte sind:
1. Parks und Gärten
2. Brücken und Dämme
3. Blühende Bäume, blühende Wiesen, Laubfärbung im Herbst, grüne Bäume und andere Orte mit dichtem Bewuchs
4. Orte mit Vögeln, Wildtieren, Fischen, Insekten und anderem
5. Felsen und Höhlen
6. Schluchten, Wasserfälle, Gebirgsbäche, Abgründe
7. Seen, Sümpfe, Feuchtgebiete, schwimmende Inseln, Quellen
8. Sanddünen, Nehrungen, Küsten, Inseln
9. Vulkane, Onsen
10. Berge, Hügel, Hoch- und Tiefebenen, Flüsse
11. Aussichtspunkte

## Legende
- Denkmal: Name des Landschaftlich Schönen Ortes; darunter steht die japanische Bezeichnung
- Lage: Lage des Ortes sowie Koordinaten
- Beschreibung und Anmerkungen: Kurze Beschreibung des Ortes sowie eventuelle Anmerkungen zu weiteren Ausweisungen
- Ausweisungsdatum: Datum der Ausweisung als Landschaftlich Schöner Ort und zusätzlich bei Besonderen Landschaftlich Schönen Orten in Klammern das Ausweisungsdatum als solcher
- Typ: Nummer des Auszeichnungskriteriums oder der Auszeichnungskriterien
- Links: Weblink zum Landschaftlich Schönen Ort in der Datenbank der Nationalen Kulturgüter Japans sowie auf den Wikidata-Eintrag (Symbol: )
- Bild: Repräsentatives Bild des Landschaftlich Schönen Ortes und gegebenenfalls einen Link zu weiteren Fotos des Kulturdenkmals im Medienarchiv Wikimedia Commons

## National ausgewiesene Landschaftlich Schöne Orte
Stand August 2022 gibt es vierzehn Orte in der Präfektur Okinawa, die auf nationaler Ebene als Landschaftlich Schöne Orte ausgewiesen wurden, einschließlich einem Besonderen Landschaftlich Schönen Ort, der in der Tabelle mit Sternchen (*) markiert ist.
| Denkmal | Lage                   | Beschreibung und Anmerkungen | Ausweisungsdatum | Typ       | Links | Bild            |
| --- | ---------------------- | --- | ---------------- | --------- | ----- | --------------- |
| Miyaradunchi-Garten 宮良殿内庭園 Miyaradunchi teien | Ishigaki (Karte)       | Garten der Miyaradunchi-Residenz auf der Insel Ishigaki-jima. | 15. Mai 1972     | 1         |       | weitere Bilder  |
| Shikina-en* 識名園 Shikina-en | Naha (Karte)           | auf der Liste der UNESCO Welterbestätten in Japan als Teil der Archäologischen Stätten des Königreichs der Ryukyu-Inseln | 30. Jan. 1976    | 1         |       | weitere Bilder  |
| Garten der Ishigaki-Familie 石垣氏庭園 Ishigaki-shi teien | Ishigaki (Karte)       | | 27. Okt. 1983    | 1         |       | Bild gesucht BW |
| Iedōnchi-Garten 伊江殿内庭園 Iedōnchi teien | Naha (Karte)           | Der Iedōnchi-Garten befindet sich im östlichen Teil der Stadt Naha und gehört zur Residenz des Ie-Clans. Das Baudatum ist unbekannt, aber es wird angenommen, dass die Gartenlandschaft bereits Ende des 18. Jahrhunderts vorhanden war. Das Grundgestein aus Ryukyu-Kalkstein wurde ausgehöhlt, um einen Teich und eine Steinbrücke zu schaffen, und chinesische Schriftzeichen sind in einige Steine eingraviert. Das Design und die Techniken unterscheiden sich vom traditionellen japanischen Gartenstil.                                  | 16. Juni 1986    | 1         |       | Bild gesucht BW |
| Kabira-Bucht - Omoto-dake 川平湾及び於茂登岳 Kabira-wan oyobi Omoto-dake | Ishigaki (Karte)       | | 11. Sep. 1997    | 8, 10, 11 |       | weitere Bilder  |
| Shimojishima Tōri-ike 下地島の通り池 Shimojishima Tōri-ike | Miyakojima (Karte)     | auch ein Naturdenkmal | 28. Juli 2006    | 5, 8      |       | weitere Bilder  |
| Kap Higashi-Henna 東平安名崎 Higashihenna-zaki | Miyakojima (Karte)     | | 6. Feb. 2007     | 8         |       | weitere Bilder  |
| Ieudōn-Bettei-Garten 伊江御殿別邸庭園 Ieudōn bettei teien | Naha (Karte)           | Der Ieudun-Bettei-Garten befindet sich auf einem leicht erhöhten Hügel etwa 1,3 km nordöstlich der Burg Shuri. Der Garten gehört zur Villa des Ie-Clans aus der Ära des Ryūkyū-Königreichs. Er bildet einen Landstreifen mit einer Länge von etwa 150 m von Ost nach West und etwa 70 m von Nord nach Süd. Der Eingangsweg zum Hauptgarten führt über eine Steinbrücke über den Gartenteich zum Vorgarten der Haupthalle. Der Garten zeigt Designs, Strukturen und Techniken eines traditionellen Stils, der einzigartig für Ryūkyū-Gärten ist. | 12. Feb. 2009    | 1         |       | Bild gesucht BW |
| Shoin der Burg Shuri - Sasunoma-Garten 首里城書院・鎖之間庭園 Shuri-jō shoin・Sasunoma teien | Naha (Karte)           | auf der Liste der UNESCO Welterbestätten in Japan als Teil der Archäologischen Stätten des Königreichs der Ryukyu-Inseln | 23. Juli 2009    | 1         |       |                 |
| Kiyan- und Arasaki-Küste 喜屋武海岸及び荒崎海岸 Kiyan kaigan oyobi Arasaki kaigan | Itoman (Karte)         | auch ein Naturdenkmal | 19. Sep. 2012    | 8         |       | weitere Bilder  |
| Yabiji 八重干瀬 Yabiji | Miyakojima (Karte)     | auch ein Naturdenkmal | 27. März 2013    | 8         |       | weitere Bilder  |
| Kubura Bali - Kubira Furishi 久部良バリ及び久部良フリシ Kubura Bali oyobi Kubira Furishi | Yonaguni (Karte)       | | 18. März 2014    | 8         |       |                 |
| Tindabana ティンダバナ Tindabana | Yonaguni (Karte)       | | 6. Okt. 2014     | 5         |       | weitere Bilder  |
| Amamiku-no-mori - Tenchiji-Amachiji - Kuba-no-utaki - Kudaka-no-Fubō-utaki アマミクヌムイ（アマミクの杜）今鬼神ノカナヒヤフ（テンチジアマチジ）及びこはおの御嶽（クバの御嶽） 久高コハウ森（久高のフボー御嶽） Amamiku-nu-mui (Amamiku-no-mori) Nakijin-no-kanahiyafu (Tenchiji Amachiji) oyobi Kohao-no-utaki (Kuba no utaki) Kudaka Kohau-mui (Kudaka-no-Fubō utaki) | Nakijin, Nanjō (Karte) | | 7. Okt. 2015     | 8         |       | Bild gesucht BW |

## Auf Präfekturebene ausgewiesene Landschaftlich Schöne Orte
Stand 1. Mai 2018 wurden neun Orte als Landschaftlich Schöne Orte auf Präfekturebene ausgewiesen.
| Denkmal                                                                          | Lage               | Beschreibung und Anmerkungen | Ausweisungsdatum | Links | Bild           |
| -------------------------------------------------------------------------------- | ------------------ | --- | ---------------- | ----- | -------------- |
| Todoroki-no-taki 轟の滝 Todoroki no taki                                         | Nago (Karte)       | ein Wasserfall | 22. Feb. 1956    |       | weitere Bilder |
| Shurikinjō-chō Ishidatami-michi 首里金城町石畳道 Shurikinjō-chō ishidatami-michi | Naha (Karte)       | auch eine von der Präfektur ausgewiesene Historische Stätte | 1. Mai 1964      |       | weitere Bilder |
| Kap Manzamō 万座毛 Manza-mō                                                      | Onna (Karte)       | Das Kap Manza liegt nahe des Dorfes Onna im Westen der Insel Okinawa. Die Klippen aus Ryukyu-Kalkstein sind etwa 20 m hoch und umfassen einen Felsen, der „wie ein Elefantenkopf“ geformt ist. Oberhalb befindet sich ein grasbewachsenes Plateau. Das Kap liegt innerhalb des Okinawa-Kaigan-Quasi-Nationalparks. | 12. Mai 1972     |       | weitere Bilder |
| Sanninudai サンニヌ台 Sanninudai                                                 | Yonaguni (Karte)   | „Schlachtschiff“-förmiger Felsen an der Südostküste der Insel Yonaguni. 2015 wurde eine neue Aussichtsplattform gebaut, nachdem die alte teilweise eingestürzt war und nicht mehr betreten werden konnte. | 25. Apr. 1974    |       | weitere Bilder |
| Gusuku-yama am Dorf Ie 伊江村の城山 Ie-mura no Gusuku-yama                       | Ie (Karte)         | | 11. Apr. 1977    |       | weitere Bilder |
| Mori-no-kawa in Ginowan 宜 湾市森の川 Ginowan-shi Mori-no-kawa                   | Ginowan (Karte)    | Der Mori-no-kawa (森の川) ist eine Quelle im Morikawa-Park in Mashiki in der im Süden Okinawas gelegenen Stadt Ginowan. | 11. Apr. 1977    |       |                |
| Burg Nakijin 今帰仁城跡 Nakijin-jō ato                                           | Nakijin (Karte)    | auch eine Historische Stätte | 18. Jan. 2002    |       | weitere Bilder |
| Burg Nakagusuku 中城城跡 Nakagusuku-jō ato                                       | Nakagusuku (Karte) | auch eine Historische Stätte | 10. März 2005    |       | weitere Bilder |
| Sefa-utaki 斎場御嶽 Sefa-utaki                                                   | Nanjō (Karte)      | auch eine Historische Stätte; gelistete als UNESCO-Welterbestätte als Teil der Archäologischen Stätten des Königreichs der Ryukyu-Inseln | 22. Juni 2011    |       | weitere Bilder |

## Auf Gemeindeebene ausgewiesene Landschaftlich Schöne Orte
Stand 1. Mai 2018 gibt es zudem zwanzig Orte in der Präfektur Okinawa, die auf Gemeindeebene als Landschaftlich Schöner Ort ausgewiesen wurden.
| Denkmal | Lage               | Beschreibung und Anmerkungen | Ausweisungsdatum | Links | Bild            |
| --- | ------------------ | --- | ---------------- | ----- | --------------- |
| Landschaft von Takana 高那の景勝 Takana no keishō                                                                         | Taketomi (Karte)   | Hateruma | 30. Aug. 1972    |       |                 |
| Ufudaki 大岳 Ufudaki | Taketomi (Karte)   | Am Ufudaki auf Kohama-jima befindet sich einer der Sakishima-Baken.                                                                                                   | 30. Aug. 1972    |       |                 |
| Hiyajō Banta 比屋定バンタ Hiyajō banta                                                                                    | Kumejima (Karte)   | | 2. Sep. 1972     |       | Bild gesucht BW |
| Aka-no-Higemizu 阿嘉のひげ水 Aka-no-higemizu                                                                              | Kumejima (Karte)   | | 2. Sep. 1972     |       | Bild gesucht BW |
| Akagurushi 阿嘉黒石 Akagurushi                                                                                            | Kumejima (Karte)   | | 2. Sep. 1972     |       | Bild gesucht BW |
| Tokujimu-Küste und Andesit-Zone トクジム海岸と一帯の安山岩 Tokujimu kaigan to ittai no anzangan                           | Kumejima (Karte)   | | 2. Sep. 1972     |       | Bild gesucht BW |
| Garner-Mui-Wald ガーナー森 Gānā-mui                                                                                       | Naha (Karte)       | auch ein Naturdenkmal | 2. Dez. 1974     |       | Bild gesucht    |
| Ueda-Wald 上田森 Ueda-mori                                                                                                | Kumejima (Karte)   | | 30. Juni 1976    |       | Bild gesucht BW |
| Waji ワシ (auch 湧出 oder わじぃー) Wajī                                                                                  | Ie (Karte)         | | 14. Dez. 1977    |       |                 |
| Landschaftlich schöne Orte von Banyahara 番屋原の広場の景勝地 Banyahara no hiroba no keishō-chi                           | Aguni (Karte)      | | 14. Sep. 1984    |       | Bild gesucht BW |
| Landschaftlich schöne Orte der Sakakinahara-Küste 坂木那原海岸景勝地 Sakakinahara kaigan keishō-chi                       | Aguni (Karte)      | | 14. Sep. 1984    |       | Bild gesucht BW |
| Teniya-Ban-Sachi-Bake 天仁屋バンサチの火立跡 Teniya ban sachi no hitachi ato                                              | Nago (Karte)       | auch eine Historische Stätte auf Gemeindeebene | 1. Juli 1990     |       | Bild gesucht BW |
| Futenmagū-Höhle 普天満宮洞穴 Futenma-gū dōketsu                                                                           | Ginowan (Karte)    | Die Futenmangū-Höhle ist eine Kalksteinhöhle mit einer Gesamtlänge von etwa 280 m. Der Eingang befindet sich im Inneren des Futenmangū-Schreins in der Stadt Ginowan. | 1. Aug. 1991     |       | weitere Bilder  |
| Korallenriff und Lagune am Sawada-Strand 佐和田の浜 珊瑚礁・礁湖面 Sawada-no-hama sangoshō・shōko-men                     | Miyakojima (Karte) | innerhalb des Irabu-Präfekturnaturparks | 3. Juni 1994     |       | weitere Bilder  |
| Felsküste am Kap Hakuchō 白鳥崎岩礁海岸一帯 Hakuchō-zaki ganshō kaigan ittai                                              | Miyakojima (Karte) | innerhalb des Irabu-Präfekturnaturparks | 25. Juni 1994    |       | Bild gesucht BW |
| Felsküste im Westen und Süden von Shimoji-jiima 下地島南、西岩礁海岸一帯 Shimojishima minami, nishi ganshō kaigan ittai   | Miyakojima (Karte) | Shimoji-jima gehört zu den Miyako-Inseln. Die ausgewiesene Felsküste im Westen und Süden der Insel liegt innerhalb des Irabu-Präfekturnaturparks.                     | 25. Juni 1994    |       |                 |
| Blick auf die Kerama-Straße vom Nishi-yama にし山(北山)山頂から望む慶良間海峡 Nishi-yama sanchō kara nozomu Kerama kaikyō | Tokashiki (Karte)  | | 1. März 2005     |       | Bild gesucht BW |
| Naminoue 波上 Naminoue | Naha (Karte)       | auch eine Historische Stätte auf Gemeindeebene | 10. Okt. 2006    |       | weitere Bilder  |
| Innagā 犬名河(インナガー) Innagā                                                                                          | Uruma (Karte)      | Eine Quelle auf der Insel Ikei-jima (伊計島). | 14. Juni 2007    |       | weitere Bilder  |
| Nzōmiji 無蔵水 Nzōmiji | Iheya (Karte)      | | 18. März 2009    |       | Bild gesucht BW |

## Registrierte Landschaftlich Schöne Orte
Stand 1. Juni 2019 wurden auf nationaler Ebene drei Orte in der Präfektur Okinawa als Landschaftlich Schöne Orte registriert (im Gegensatz zu ausgewiesen).
| Denkmal                                                                      | Lage               | Beschreibung und Anmerkungen                 | Ausweisungsdatum | Typ | Links | Bild            |
| ---------------------------------------------------------------------------- | ------------------ | -------------------------------------------- | ---------------- | --- | ----- | --------------- |
| Garten der Nakamoto-Familie 仲本氏庭園 Nakamoto-shi teien                    | Ishigaki (Karte)   |                                              | 24. Jan. 2012    | 1   |       | Bild gesucht BW |
| Kap Ugan 御神崎 Ugan-zaki                                                    | Ishigaki (Karte)   | An der Nordwestseite der Insel Ishigaki-jima | 7. Okt. 2015     |     |       | weitere Bilder  |
| Ehemaliger Garten der Nakasone-Familie 旧仲宗根氏庭園 kyū-Nakasone-shi teien | Miyakojima (Karte) |                                              | 3. Okt. 2016     |     |       | Bild gesucht BW |